# Jordbier
Jordbier (Andrena) er en slægt af årevingede insekter. De er i familie med den mere almindeligt kendte honningbi; til forskel fra denne lever jordbien dog ikke i kuber, men graver i stedet et bo ud i jorden. 

## Levevis
Jordbier er såkaldte enlige bier, men de kan dog godt optræde i kolonier, for betegnelsen enlig betyder blot, at den enkelte hun anlægger sin egen rede, selv lægger æg og selv samler føde til larverne. De største arter ligner honningbier, men nogle er mere mørke og meget hårede. Der findes også mange mindre arter.
Jordbier bruger deres kindbakker og ben til at grave en lodret gang ned i jorden. Fra denne hovedgang graves korte sidegange med celler, der fungerer som reder og fyldes med pollen. Her lægger bien et æg, og larven udvikler sig så i løbet af sommeren. Den overvintrer i reden, forpupper sig og forvandles til en voksen jordbi, som kommer frem det følgende forår.
Jordbierne ses ofte på solbeskinnede steder med løs jord eller sand, hvor de bygger rede, f.eks. på sandede bakker, heder eller grusveje. De stikker kun sjældent.

## Arter
I Danmark findes mere end 50 forskellige arter af jordbier, der gør nytte ved at bestøve planter, buske og frugttræer. 
Nogle af de danske arter:
- Forårsjordbi, Andrena praecox
- Sort jordbi, Andrena nigrospina
- Sortbrun jordbi, Andrena nigroaenea
- Djævelsbid-jordbi, Andrena marginata
- Blåbærjordbi, Andrena lapponica
- Blåhatjordbi, Andrena hattorfiana
- Rødhalet jordbi, Andrena haemorrhoa
- Hedejordbi, Andrena fuscipes
- Klokkejordbi, Andrena curvungula